# Lac de Ratzebourg
Le lac de Ratzebourg est un lac dans le Sud-Est du Schleswig-Holstein (dans le Nord de l'Allemagne), dans le parc naturel des lacs de Lauenbourg.

## Géographie

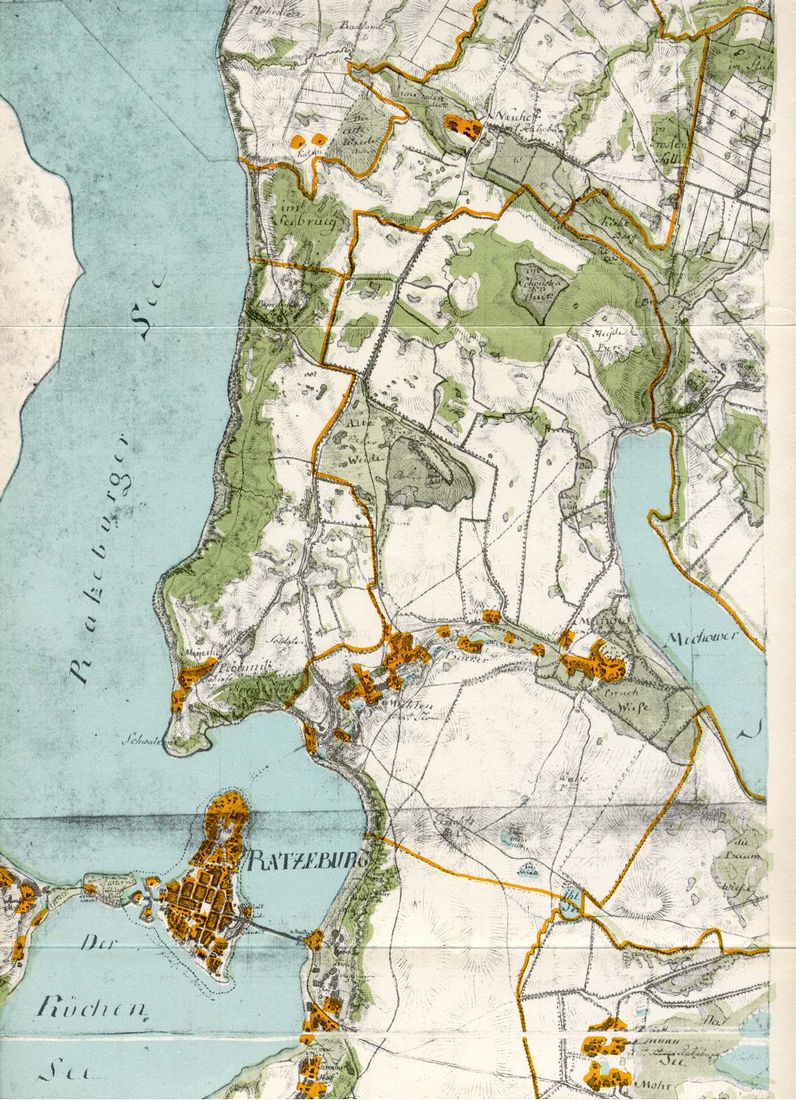
Carte du lac vers 1793

Le lac de 10 km de long et 24 m de profondeur s'est créé à la suite de la fonte de glaciers de l'âge glaciaire.
Au nord-est, le lac borde la frontière avec le Land du Mecklembourg-Poméranie-Occidentale (par la commune d'Utecht) dans la réserve de biosphère du lac Schaal. Sur la rive à l'ouest se trouvent les communes de Groß Sarau, Pogeez et Buchholz. Avec le lac de Kuchen (de), il entoure la ville insulaire de Ratzebourg.

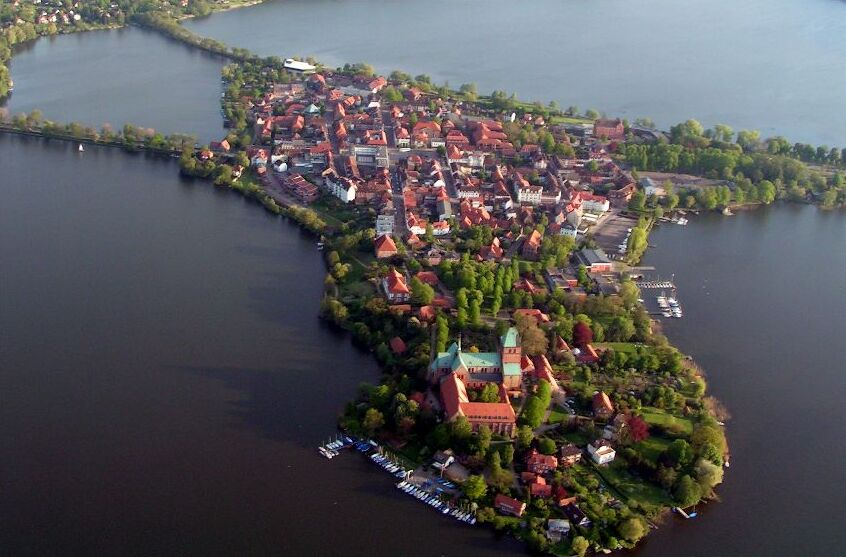
Ville insulaire de Ratzebourg

L'ensemble le plus ancien de la ville insulaire de Ratzebourg est la digue de Lunebourg qui constitue avec l'Ancienne route du sel la voie commerciale la plus importante. De 1842 à 1847, on construit une digue, dite "digue royale", qui relie l'île à la région à l'est et est inaugurée par Frédéric VII de Danemark. En 1894, on bâtit une nouvelle digue juste au sud de celle-ci qui permet de joindre Ziethen et Mustin par une voie ferroviaire qui sera retirée en 1934.
Ces trois œuvres ont divisé le lac en trois parties : le grand lac de Kuchen, le petit lac de Kuchen et le lac de Dom. Comme les digues présentent des traversées, on peut naviguer entre les trois petits lacs et le reste du grand lac.
La Bundesstraße 208 qui va de Bad Oldesloe à Wismar passe par la ville de Ratzebourg, les digues royale et de Lunebourg. La Bundesstraße 207 suit le long de la rive ouest, reprenant l'Ancienne route du sel, de Lübeck à Lunebourg.
Le lac reçoit les eaux en cas de débordement du lac de Mechow ou du canal de Schaalsee qui comprend une centrale hydroélectrique.

## Faune et flore

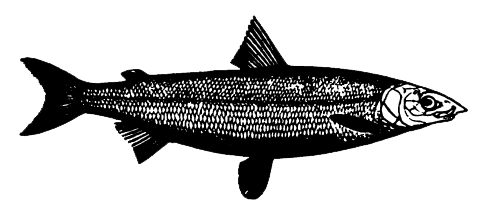
Un corégone oxyrhynque.

Les rives du lac sont largement boisés, souvent de petits arbres comme l'aulne. Il y a aussi en nombre des grandes queues-de-cheval.
Le lac accueille la foulque macroule et le fuligule morillon lors des migrations en automne et en hiver. Il est un lieu de reproduction du butor étoilé, du busard des roseaux, du locustelle luscinioïde et la rousserolle turdoïde, des espèces d'oiseaux menacées.
Le lac de Ratzebourg est connu pour son abondance de coregonus, poisson voisin des saumons.

## Qualité de l'eau
Deux usines de traitement des eaux usées (la ville de Ratzebourg et l'ensemble des communes des lacs de Lauenbourg) reversent leurs eaux dans le lac de Ratzebourg. Le bassin versant est dominé par des terres agricoles.
Le Land de Schleswig-Holstein a émis un avertissement sur le lac de Ratzebourg en raison de la présence du cercaire qui peut provoquer des réactions allergiques de la peau chez l'homme, et de trematoda présents dans les oiseaux du lac.

## Source, notes et références
- (de) Cet article est partiellement ou en totalité issu de l’article de Wikipédia en allemand intitulé « Ratzeburger See » (voir la liste des auteurs).